# KEK
KEK (яп. 高エネルギー加速器研究機構 Ко: энэруги: касокуки кэнкю: кико:, «Организация по изучению высокоэнергетических ускорителей») — японская организация, занимающаяся изучением физики высоких энергий. Расположена возле города Цукуба в префектуре Ибараки.

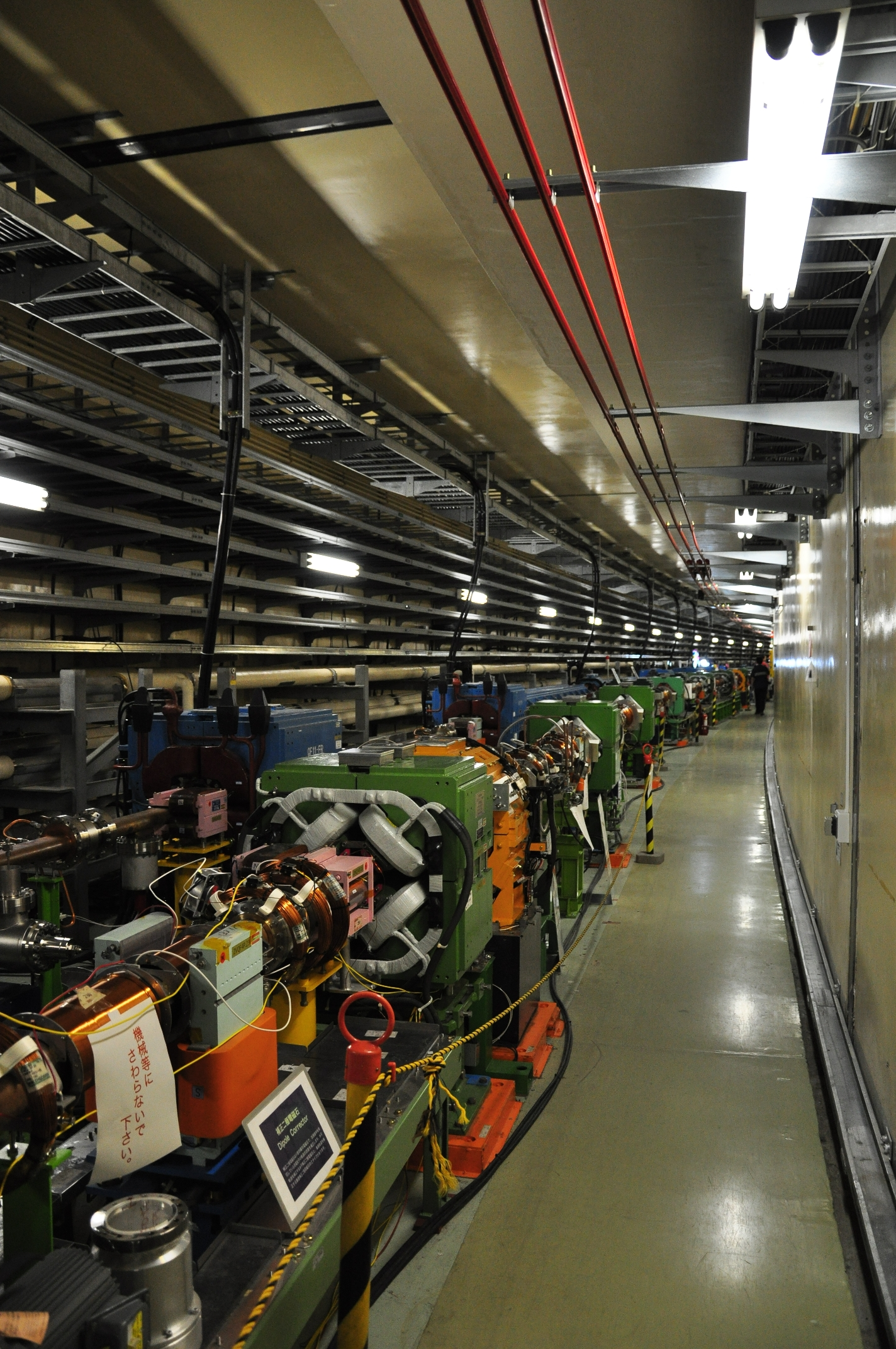
Элементы электронного (синие) и позитронного (зелёные) колец коллайдера KEKB.

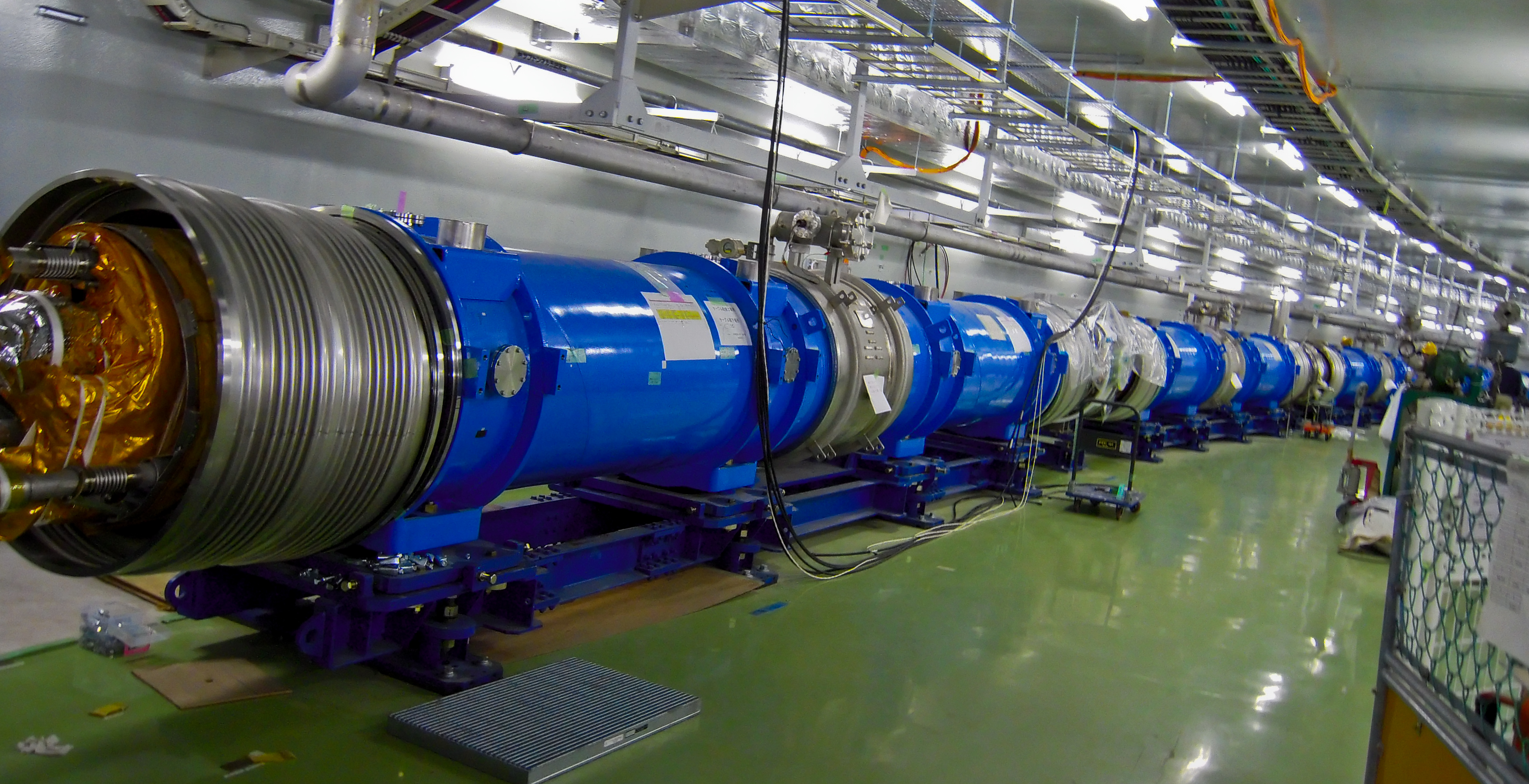
Сверхпроводящие магниты канала транспортировки протонного пучка из 50 ГэВ синхротрона J-PARC к нейтринной мишени.

Лаборатория основана в 1998 году на базе объединения Института ядерных исследований, Токийского университета, Национальной лаборатории физики высоких энергий (собственно, KEK), Лаборатории исследования мезонов при Токийском университете. Таким образом, реально история лаборатории начинается с 1950-х годов. Основные работы связаны с разработкой и конструкцией ускорителей заряженных частиц, проведением экспериментов в области физики элементарных частиц.
В организации KEK действуют протонный ускорительный комплекс J-PARC (англ. Japan Proton Accelerator Research Complex), электронный ускоритель ATF (англ. Accelerator Test Facility) для тестирования различных систем проектируемого международного линейного коллайдера ILC (англ. International Linear Collider), источники синхротронного излучения PF (англ. Photon Factory), PF-AR (англ. Photon Factory Advanced Ring). До недавнего времени работал электрон-позитронный коллайдер KEKB, имевший самую высокую в мире светимость (2,11⋅1034 см−2·с−1). B настоящее время коллайдер выполнил свою экспериментальную программу (2010 год) и завершено его улучшение до SuperKEKB, который начал свою работу в марте 2016 года. Также в KEK ведутся работы по разработке FFAG-ускорителей, ускорителей-рекуператоров (англ. ERL, Energy Recovery Linac), созданию компактных протонных и углерод-ионных медицинских ускорителей (англ. TTPS, Table-Top Proton Synchrotron), и другие.
В прежние годы в центре работали такие машины как FF-циклотрон (1958); 1,3 ГэВ электронный синхротрон ES (англ. Electron Synchrotron) (1961); 12-ГэВ протонный синхротрон PS (1971—2006); 30 ГэВ электрон-позитронный коллайдер TRISTAN (1986—1995).
В проекте КЕК также работают российские учёные 